# Bào (họ)
Bào (鮑), đôi khi dịch thành Pháo, Bão hoặc Bao, là một họ của người Trung Quốc, xếp hạng 62 trong Bách gia tính.